# Joana Manta
Joana Manta (* 26. Juli 1977) ist eine ehemalige Schweizer Tennisspielerin.

## Karriere
Als Juniorin gewann sie den Doppel-Final der Australian Open 1993 an der Seite von Ludmila Richterová gegen Åsa Svensson und Cătălina Cristea mit 6:3 und 6:4.
Sie spielte weitere Turniere auf der ITF Women’s World Tennis Tour (früher ITF Women’s Circuit) und der WTA Tour.
Auf der WTA Tour trat sie bei den European Open-Lucerne 1993 mit einer Wildcard an. Sie verlor in der ersten Runde gegen Elna Reinach mit 2:6 und 1:6.
Sie wurde zwischen August 1991 und Oktober 1994 geführt. Ihr bestes Ranking im Einzel war am 1. November 1993 Platz 292, im Doppel am 24. August 1992 Platz 395.
Joana Manta spielte 1993 und 1995 für die Schweizer Fed-Cup-Mannschaft im Fed Cup. Von ihren fünf Einsätzen, davon ein Einzel, konnte sie zwei Doppel an der Seite von Martina Hingis 1995 gegen Belarus und Finnland gewinnen.
1992 und 1994 wurde Joana Manta unter anderem zusammen mit Martina Hingis mit dem TC Schützenwiese aus Winterthur Schweizer Meister im Tennis.
1996 beendete Manta ihre Profikarriere.

## Privates
Sie ist die Schwester von Lorenzo Manta, der ebenfalls Tennisspieler war und für die Schweiz im Davis-Cup antrat. Sie führt heute zusammen mit ihrer Familie das Gastronomieunternehmen Manta-Bar AG mit Sitz in Winterthur.